# Poveste despre două orașe

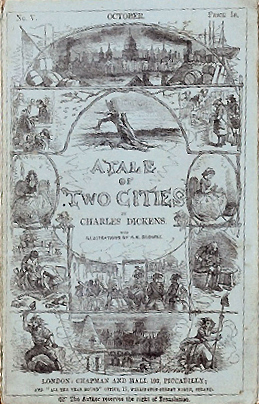
Coperta volumului V din 1859

Poveste despre două orașe (în engleză A Tale of Two Cities) este un roman din 1859 scris de Charles Dickens. Romanul are acțiunea în Londra și Paris înainte de Revoluția Franceză. Cu peste 200 milioane de copii vândute, se află pe locul doi în lista celor mai bine vândute cărți.